# Ларошфуко-Байе, Жан де
Барон Жан де Ларошфуко-Байе (фр. Jean de La Rochefoucaud-Bayer; 27 июня 1757, Апремон — 1 февраля 1834, Париж) — французский государственный и военный деятель.

## Биография
Третий сын Жака-Луи де Ларошфуко-Байе, сеньора де Больё, президента генерального совета королевских армий во время Вандейской войны, и Сюзанны Пуатвен дю Плесси-Ландри, казненной революционерами.
Родился в замке Ла-Буаливьер в коммуне Апремон, в Пуату (ныне департамент Вандея).
Поступил на службу в Овернский полк (1.01.1772), капитан в драгунском полку Ларошфуко (28.01.1778), полковник пехоты (1.01.1784).
Эмигрировал в 1790 году. Лагерный маршал (1.01.1796), участвовал во всех кампаниях корпуса принца Конде, в котором был начальником штаба.
Людовик XVIII поручал барону важные миссии, особенно в 1797 году в Петербурге, где Ларошфуко вел переговоры с императором Павлом I о переходе корпуса Конде на русскую службу.
Вернулся во Францию в 1802 году, был задержан полицией и девять месяцев провел под арестом, несмотря на заступничество графини де Ларошфуко, придворной дамы императрицы Жозефины.
Два года спустя император отказал ему в производстве а дивизионные генералы и реституции 700 тыс. франков, которые требовал Ларошфуко.
После Реставрации произведен в генерал-лейтенанты (15.08.1814), назначен пэром Франции (17.08.1815, без майората).
Генеральный инспектор кавалерии (1816), директор военного департамента архивов и картографии (depôt de la Guerre). Был членом комиссий, в 1814—1818 годах рассматривавших военные заслуги вандейских эмигрантов.
В июле 1823 назначен губернатором 12-й военной дивизии, в 1825 году стал председателем генерального совета департамента Од.
Присягнул Июльской монархии. 8 января 1832 году отказался от членства в Палате пэров и через два года умер от последствий паралича, который его разбил в 1830-м при получении ложного известия о гибели сына, капитана королевской гвардии, во время июльских уличных боев.

## Награды
- Командор ордена Святого Лазаря (1788)
- Почетный командор ордена Святого Иоанна Иерусалимского великого приорства Российского
- Командор ордена Святого Людовика (30.09.1818)
- Кавалер Большого креста ордена Святого Людовика (21.08.1822)
- Рыцарь орденов короля (3.06.1827)

## Семья
Жена (15.06.1788, Дубно): Дениз-Жанна-Катрин де Мору (ум. 1837), единственная дочь и наследница маркиза Дени-Жана де Моруа, генерал-лейтенанта, кавалера Большого креста ордена Святого Людовика
Сын:
- Франсуа-Дени-Анри-Альбер (20.03.1799, Дубно — 5.01.1854), барон де Байе, капитан полка конных стрелков королевской гвардии, кавалер ордена Почетного легиона и ордена Святого Фердинанда 1-го класса. Жена: Ида Леруа де Лапотри (ум. 1884)